# Psalm 66

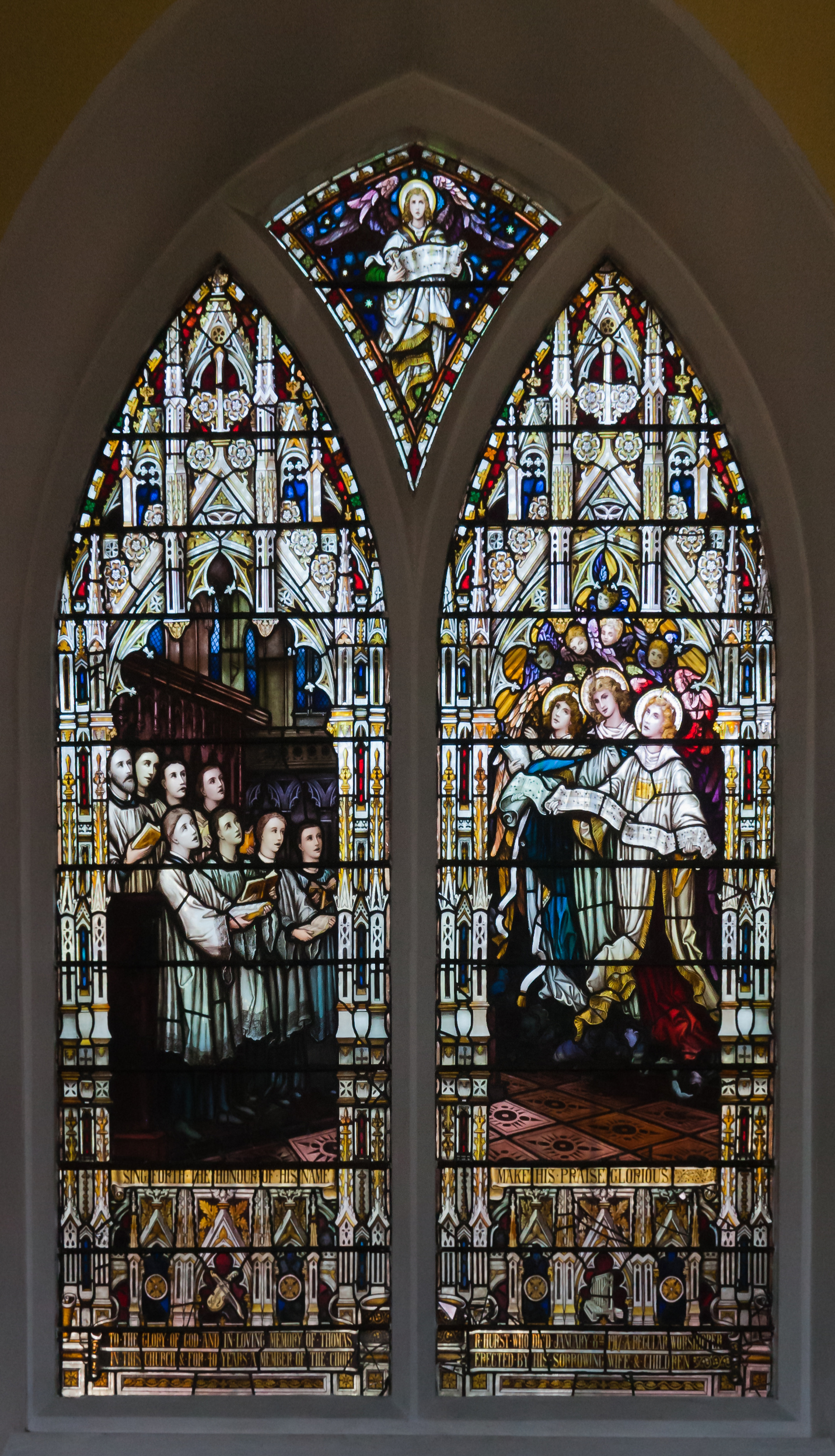
Glasmalerei der St.-Brendan-Kirche in Bantry mit einer Illustration der, um 1917 angefertigt von James Watson & Co. in Youghal

Der 66. Psalm ist ein Psalm aus dem zweiten Buch des Psalters. Nach der griechischen Zählung der Septuaginta, die auch von der lateinischen Vulgata verwendet wird, trägt der Psalm die Nummer 65.

## Inhalt und Aufbau
Ursprünglich war der Psalm wohl eine Liturgie oder bestand aus zwei eigenständigen Liedern. Entsprechend lässt er sich in zwei Teile aufgliedern. Im ersten Teil werden alle Völker aufgefordert Gott für die Rettung, die er seinem Volk zuteilwerden ließ, zu danken. Dieser erste Teil lässt sich wiederum in zwei Unterabschnitte aufteilen. Während die Verse 1–7 von einem Chor vorgetragen sind, stellen die Verse 8–12 ein Lied der Gemeinde dar. Der zweite Teil ist das Danklied eines Einzelnen für die Errettung aus einer Notlage.

## Rezeption
Das Kirchenlied Jauchzt, alle Lande, Gott zu Ehren von Matthias Jorissen aus dem Jahr 1798  basiert auf Psalm 66.